# Ismael Chan

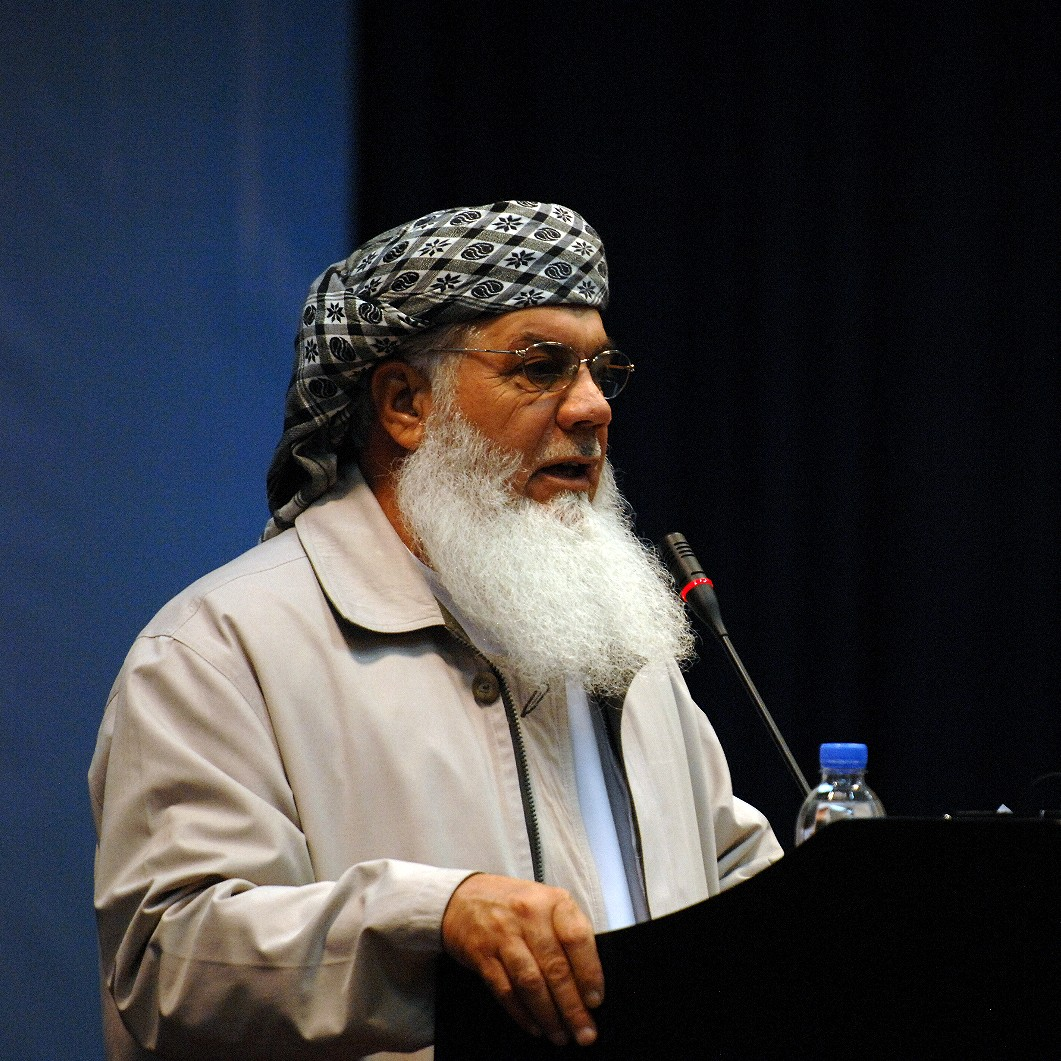
Ismael Chan

Ismael Chan, per. محمد اسماعیل خان (ur. 1946) – afgański wojskowy i polityk narodowości tadżyckiej.
Ismael Chan ukończył szkołę średnią, następnie szkołę wojskową. Dołączył do armii afgańskiej, w której dosłużył się stopnia majora. W okresie radzieckiej interwencji w 1979 walczył przeciwko sowietom w Heracie. Został jednym z dowódców mudżahedinów, brał udział w walkach przez cały okres wojny. Dołączył do partii Jamiat-e Islami założonej przez Burhanuddina Rabbaniego. W 1992 przejął władzę w prowincji jako gubernator, zaczął tworzyć swoją armię, odpierał ataki talibów, bezskutecznie atakował też ich siedzibę w Kandaharze. Został jednak zdradzony, schwytany i uwięziony przez talibów, jego skuteczną ucieczkę po kilku latach zorganizowano w 2000. Ismael Chan dołączył do Sojuszu Północnego. Po interwencji amerykańskiej odzyskał władzę w Heracie jako gubernator. Wprowadzał reformy (m.in. regulację ruchu ulicznego, edukację kobiet), jednocześnie w prowincji rósł jego kult, a jego rządy ignorowały częściowo władzę centralną. W 2004 został formalnie odwołany przez prezydenta Hamida Karzaja, co doprowadziło do zamieszek. Ostatecznie Ismael Chan, zagrożony militarną porażką, zgodził się ustąpić i przyjąć propozycję wejścia do rządu. W 2005 objął urząd ministra ds. energii i wody, w 2012 ponownie nominowany na tę funkcję.